# Mzdowo (gromada)
Mzdowo – dawna gromada, czyli najmniejsza jednostka podziału terytorialnego Polskiej Rzeczypospolitej Ludowej w latach 1954–1972.
Gromady, z gromadzkimi radami narodowymi (GRN) jako organami władzy najniższego stopnia na wsi, funkcjonowały od reformy reorganizującej administrację wiejską przeprowadzonej jesienią 1954 do momentu ich zniesienia z dniem 1 stycznia 1973, tym samym wypierając organizację gminną w latach 1954–1972.
Gromadę Mzdowo z siedzibą GRN w Mzdowie utworzono – jako jedną z 8759 gromad na obszarze Polski – w powiecie miasteckim w woj. koszalińskim na mocy uchwały nr 43/54 WRN w Koszalinie z dnia 5 października 1954. W skład jednostki weszły obszary dotychczasowych gromad: Mzdowo, Rochowo i Podgóry ze zniesionej gminy Warcino oraz obszar dotychczasowej gromady Rzeczyca Wielka ze zniesionej gminy Kawcze w tymże powiecie. Dla gromady ustalono 9 członków gromadzkiej rady narodowej.
1 stycznia 1958 z gromady Mzdowo wyłączono: a) wsie Mzdówko i Kaczyno, włączając je do gromady Płocko oraz b) wsie Rochowo, Rzeczyca Mała i Rzeczyca Wielka, włączając je do gromady Kawcze w tymże powiecie, po czym gromadę Mzdowo zniesiono, a jej (pozostały) obszar włączono do gromady Kępice tamże.